# Cristhian Mosquera (football, 2004)
Cristhian Mosquera, né le 27 juin 2004 à Valence en Espagne, est un footballeur hispano-colombien qui évolue au poste de défenseur central à l'Arsenal FC.

## Biographie
Il fait ses débuts avec l’équipe première du Valencia C.F. à seulement 17 ans, pour pallier la longue blessure de Gabriel Paulista.
Lors de la saison 2023-2024, il entre définitivement dans le groupe professionnel et commence la saison comme titulaire.